# (4337) Arecibo
(4337) Arecibo es un asteroide perteneciente al cinturón exterior de asteroides descubierto por Edward L. G. Bowell desde la Estación Anderson Mesa, en Flagstaff, Estados Unidos, el 14 de abril de 1985.

## Designación y nombre
Arecibo se designó al principio como 1985 GB.
Más adelante, en 1990, a propuesta de Steven J. Ostro, recibió su nombre por el radiotelescopio de Arecibo de la isla de Puerto Rico.

## Características orbitales
Arecibo está situado a una distancia media de 3,26 ua del Sol, pudiendo alejarse hasta 3,554 ua y acercarse hasta 2,965 ua. Tiene una inclinación orbital de 2,214 grados y una excentricidad de 0,09029. Emplea en completar una órbita alrededor del Sol 2150 días.

## Características físicas
La magnitud absoluta de Arecibo es 12,2.